# エイドリアン・フィッシャー
エイドリアン・サンフォード・フィッシャー（Adrian Sanford Fisher, 1914年1月21日 - 1983年3月18日）は、アメリカ合衆国の弁護士、官僚。

## 生涯
テネシー州メンフィス生まれ。マサチューセッツ州の私立学校グロトン・スクールで学び、1934年にプリンストン大学で文学の学士号を、1937年にハーバード法科大学院で法学の修士号を取得した。フィッシャーは大学においてフットボール競技を行い、ブッチ (Butch) という愛称で知られた。フィッシャーは1938年にテネシー州で弁護士として認可を受けた。
1938年から1939年まで合衆国最高裁判所陪席裁判官ルイス・ブランダイスの下で書記官を、1939年に合衆国最高裁判所陪席裁判官フェリックス・フランクファーターの下で書記官を務めた。1940年、フィッシャーは国務省に入省した。フィッシャーは1941年から1942年まで国務省外資統制部で次長を務めた。
1942年、フィッシャーは第二次世界大戦に際する日系アメリカ人の収容について法的問題の解決を支援するため、ジョン・ジェイ・マクロイとともに陸軍省に配属された。フィッシャーは1942年から1943年まで陸軍航空隊で爆撃機の操縦士を務め、フランス、ベルギー、ドイツで任務に当たった。1944年、フィッシャーはワシントンD.C.に帰国し、陸軍次官補補佐を務めた。1945年から1946年にかけてフィッシャーは、国際軍事裁判（ニュルンベルク裁判）で合衆国代表の裁判官フランシス・ビドルの法律顧問を務めた。フィッシャーは国際軍事裁判所でロンドン憲章の起草を補佐した。この憲章はニュルンベルク裁判の法的根拠として作成された。
1947年、フィッシャーは商務省で法務官に就任し、1948年にアメリカ原子力委員会の法務顧問となった。その後フィッシャーは1949年から1953年まで国務省で法律顧問を務め、国務長官ディーン・アチソンを補佐した。1951年4月、フィッシャーはダグラス・マッカーサー将軍の更迭に際し、大統領府および国務省の代表として連邦議会での証言に関与した。1952年、フィッシャーは国際連合の合衆国代表団で法律顧問を務め、フランスのパリに赴いた。
1950年8月、フィッシャーは上院外交委員会において事前ヒアリングの最中、国務長官ディーン・アチソンと共和党上院議員ケネス・ウェリーとの間に起こった事件に関与した。この事前ヒアリング中、アチソン国務長官とウェリー上院議員は朝鮮戦争に関する口論から暴行事件に発展しようとしたが、フィッシャーは2人の間に体を入れてこれを阻止した。この場面は、映画「影なき狙撃者」で描写された。
フィッシャーは1961年から1968年まで、軍備管理軍縮庁の副長官を務めた。またフィッシャーは1961年に大統領補佐官ジョン・ジェイ・マクロイの代行を務め、ソビエト連邦との間で部分的核実験禁止条約締結交渉を主導した。1968年には核拡散防止条約の締結について合衆国の交渉役を務め、1968年7月にアメリカ、イギリス、ソビエト連邦など62カ国の署名を得ることに成功した。フィッシャーは軍備縮小に関する活動報告について、ディーン・ラスク国務長官やリンドン・ジョンソン大統領に複数の書簡を送っている。これらの書簡はアメリカ科学者連盟に保管されている。
1968年、フィッシャーは個人弁護士となり、弁護士事務所を立ち上げた。フィッシャーはまた、ワシントン・ポスト紙で顧問弁護士となった。フィッシャーは1969年から1975年までジョージタウン大学法律センターで学部長に就任した。フィッシャーは1977年から1980年まで同法律センターで法学の教授を務めた 。
1983年、フィッシャーはワシントンD.C.の自宅において死去した。